# Giordano Orsini (m. 1438)
Giordano Orsini (1360/70 — 29 de mayo de 1438) fue un cardenal italiano que disfrutó de una extensa carrera a principios del siglo XV. Era miembro de la poderosa familia romana de los Orsini.
Se convirtió en Decano del Sagrado Colegio Cardenalicio en 1428 y presidió el cónclave papal de 1431. Orsini optó por la sede suburbicaria de Sabina el 14 de marzo de 1431. Como legado del Papa Eugenio IV para abrir el Concilio de Basilea, defendió los derechos del Papa frente a las pretensiones del movimiento conciliar. Fue arcipreste de la patriarcal basílica vaticana desde 1434 hasta su muerte. Está enterrado en una tumba en la Basílica de San Pedro en Roma.
El estatus de Orsini lo colocó en posición de ser un importante mecenas de las artes, y durante el pontificado de Martín V (1417-1431), el cardenal de Santa Sabina, como se le llamaba, se convirtió en el centro de un círculo primitivo de la cultura humanista que incluía a Leonardo Bruni, Poggio Bracciolini, Leonardo Dati y Lorenzo Valla, quien recordó cómo los eruditos se reunían, vestidos con túnicas antiguas, para discutir temas de la conducta humana en términos clásicos y cristianos. Orsini reunió una biblioteca con 244 manuscritos, que a su muerte pasaron intactos a la Biblioteca del Vaticano. Su sede era la fortaleza-palacio que coronaba el "Monte Giordano", una pequeña elevación al sureste del Ponte Sant'Angelo, que había sido construido en el siglo XII por los Roncioni, y había sido convertido y ampliado en un complejo palaciego por el Orsini.
Alrededor de 1430, Orsini construyó en el palazzo una sala de teatro para sus tertulias humanísticas; fue el primer teatro cubierto permanente construido en el Renacimiento. Sus paredes estaban pintadas con una audiencia de ilustres personajes de la historia, pintadas de cuerpo entero en una cabalgata, fila tras fila, trescientas figuras para cuando los frescos estaban terminados, serpenteando por las paredes. Un plan tan grandioso estaba más allá de los poderes de los pintores romanos, cuyas habilidades y talleres habían disminuido durante el Papado de Aviñón, cuando las fuentes de patrocinio fueron eliminadas de Roma. El cardenal se dirigió al florentino Masolino da Panicale, actualmente trabajando en Roma. El joven Paolo Uccello también participó en la empresa.
Entre los amigos de Orsini estaba el cartógrafo danés Claudius Clavus, que vivía en Roma.
El círculo humanista se disolvió cuando Giordano Orsini siguió al Papa Eugenio IV al exilio voluntario de Roma en 1434. Pasó el resto de su vida en Florencia y el norte de Italia y nunca regresó.